# Giovanni Scatturin
Giovanni Scatturin (30 de mayo de 1893-11 de octubre de 1951) fue un deportista italiano que compitió en remo.
Participó en dos Juegos Olímpicos de Verano en los años 1920 y 1924, obteniendo dos medallas, oro en Amberes 1920 y plata en París 1924. Ganó tres medallas en el Campeonato Europeo de Remo entre los años 1910 y 1924.

## Palmarés internacional
| Juegos Olímpicos   | Juegos Olímpicos  | Juegos Olímpicos  | Juegos Olímpicos |
| Año                | Lugar             | Medalla           | Prueba           |
| ------------------ | ----------------- | ----------------- | ---------------- |
| 1920               | Amberes (Bélgica) | Medalla de oro    | Dos con timonel  |
| 1924               | París (Francia)   | Medalla de plata  | Dos con timonel  |
| Campeonato Europeo |                   |                   |                  |
| Año                | Lugar             | Medalla           | Prueba           |
| 1910               | Ostende (Bélgica) | Medalla de plata  | Ocho con timonel |
| 1923               | Como (Italia)     | Medalla de plata  | Dos con timonel  |
| 1924               | Lucerna (Suiza)   | Medalla de bronce | Dos con timonel  |